# Třebovle
Třebovle je obec v okrese Kolín asi devatenáct kilometrů západně od Kolína a tři kilometry severně od Kouřimi. Součástí obce jsou i vesnice Borek, Království (obě v katastrálním území zaniklé vesnice Hlaváčova Lhota) a Miškovice. Celkem v obci žije 569 obyvatel. Třebovle je také název katastrálního území o rozloze 5,8 km².
Území obce leží na Kouřimské plošině, která je součástí Středočeské tabule. Přibližně 1,5 km od Třebovle protéká říčka Výrovka, místně známá i jako Kouřimka.

## Historie
Z katastru obce pocházejí pravěké archeologické nálezy sídlištního a pohřebního charakteru, počínaje kulturou s lineární keramikou.  Jádro obce je nepravidelného půdorysu s opevněným kostelem na vyvýšeném místě (tzv. refugium), pochází nejpozději z poloviny 13. století.
První písemná zmínka o vesnici pochází z roku 1297.
Před rokem 1297 vlastnil ve Třebovli dvůr a blíže neurčené platy kouřimský rychtář Adloth a po něm synové Jindřich („Hainrich“), Bertold, Jakub a „Cunczlin“. Adloth na smrtelné posteli učinil zbožný odkaz ze svých majetků ve Třebovli („Tyrsibobel“) a Otěleži („Ocheles“) pražskému klášteru křižovníků s  červenou hvězdou. Majetek ve Třebovli zdědil jeho syn Jindřich, který měl klášteru každoročně odvádět „regal“ z pšenice a ječmene. Roku 1332 se v pramenech objevuje kouřimský měšťan Petr, vlastník jednoho dvora ve Třebovli, označené „Trzeboll“. Kostel byl farní nejméně od poloviny 14. století. 3. října 1362, po smrti zdejšího faráře Mikuláše, instalovali vladykové Konrád a Soběhrd ze Třebovle a kapitulní kanovník Fráňa ze Sadské plebána Řehoře z Vitic.
Pozemky obce od 16. století zemědělsky obhospodařovalo pět dvorů v majetku příslušníků nižší šlechty. Byly toː
- Dvůr Tomanovský (Jíchovský, Daňkovský) – dnes čp. 1–2
- Dvůr Bartákovský a Michálkovský (Knížecí) – areál čp. 22, k němuž patřila krčma a masný krám
- Dvůr Nykláskovský (Dolní) – čp. 1
- Dvůr Linhartovský (Vojtěchovský, Horní) – čp. 4
- Dvůr Mastihubovský (Slavíkovský) – na místě dnešních domů čp. 10–14

### Územněsprávní členění
Dějiny územněsprávního začleňování zahrnují období od roku 1850 do současnosti. V chronologickém přehledu je uvedena územně administrativní příslušnost obce v roce, kdy ke změně došlo:
- 1850 země česká, kraj Pardubice, politický okres Kolín, soudní okres Kouřim[9]
- 1855 země česká, kraj Čáslav, soudní okres Kouřim
- 1868 země česká, politický okres Kolín, soudní okres Kouřim
- 1939 země česká, Oberlandrat Kolín, politický okres Kolín, soudní okres Kouřim[10]
- 1942 země česká, Oberlandrat Praha, politický okres Kolín, soudní okres Kouřim[11]
- 1945 země česká, správní okres Kolín, soudní okres Kouřim[12]
- 1949 Pražský kraj, okres Kolín[13]
- 1960 Středočeský kraj, okres Kolín
- 2003 Středočeský kraj, obec s rozšířenou působností Kolín

### Rok 1932
Ve vsi Třebovle (přísl. Borek, Hlaváčova Lhota, Království, 773 obyvatel) byly v roce 1932 evidovány tyto živnosti a obchody: hospodářské družstvo pro mlácení obilí, 4 hostince, kolář, 2 kováři, krejčí, 3 obuvníci, pekař, 2 řezníci, 3 obchody se smíšeným zbožím, 3 trafiky, 4 velkostatky.

## Pamětihodnosti
- Knížecí dvůr – zbytky zdí
- Sázavský dvůr – tzv. Dolní dvůr (dříve hospodářské budovy, později internát, v roce 2013 prázdný) a přiléhající Horní dvůr (zámek, v soukromém vlastnictví)
- Kostel svatého Bartoloměje, raně gotický, na vyvýšenině s kamennou zdí, barokní bránou a samostatně stojící zvonicí
- Výklenková kaplička svatého Jana Nepomuckého s barokním sousoším z roku 1729 (rok světcova svatořečení) a erbem objednavatele
- Pomník obětem první světové války a památník k 50. výročí založení jednotné myslivecké organisace v českých zemích a 25.výročí jejího trvání v Třebovli

## Doprava
Obcí vede silnice II/334 Sadská – Kouřim – Sázava. Železniční trať ani stanice na území obce nejsou. Nejbližší železniční stanicí je Kouřim ve vzdálenosti čtyři kilometry na železniční trati Pečky – Bošice – Bečváry/Kouřim. V roce 2011 v obci měly zastávky autobusové linky Kolín – Plaňany – Kouřim (v pracovních dnech 9 spojů, o víkendech 1 spoj) a Čelákovice – Mochov – Český Brod – Kouřim (v pracovních dnech 11 spojů, o víkendech 4 spoje, dopravce Okresní autobusová doprava Kolín).

## Osobnosti
- Kuneš z Třebovle (1340/1345–1397), právník, kanovník a generální vikář pražského arcibiskupství
- Jan Kožmín (1845-1924), český rolník a politik, zemřel v Třebovli
- Václav Špaček (1856-1939), spisovatel, zdejší rodák

## Galerie

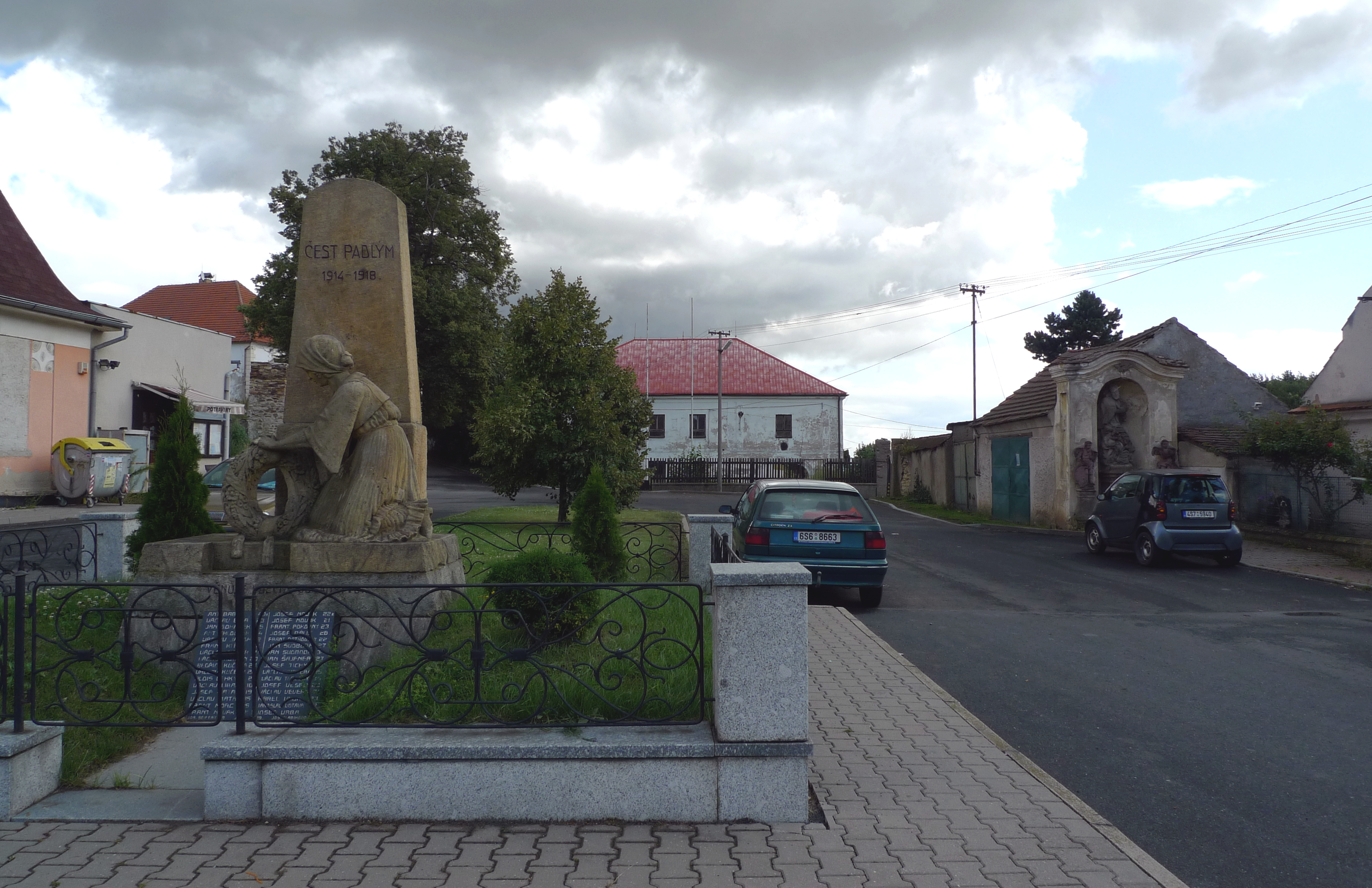
Náměstí obce s pomníkem
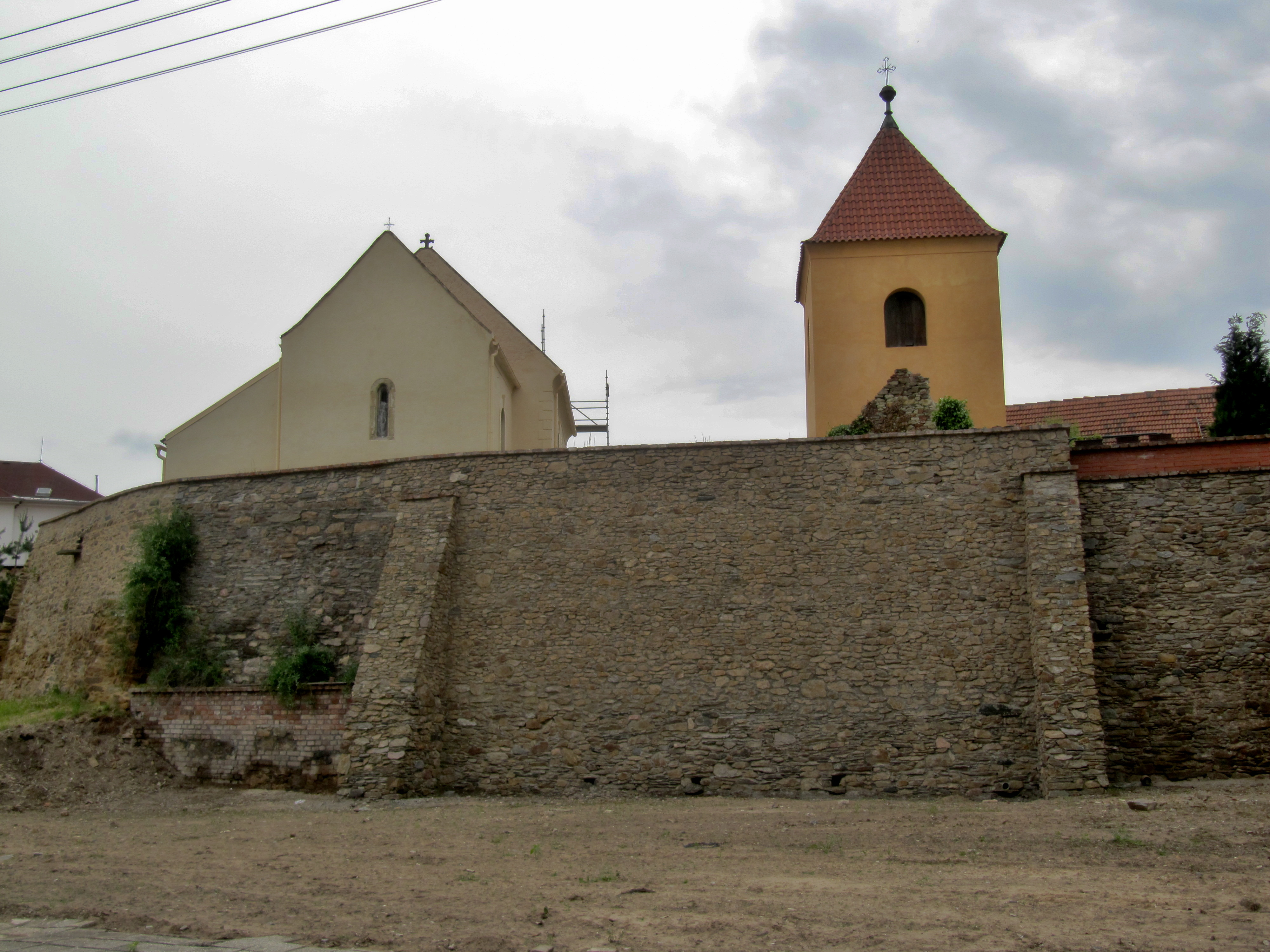
Kostel sv. Bartoloměje
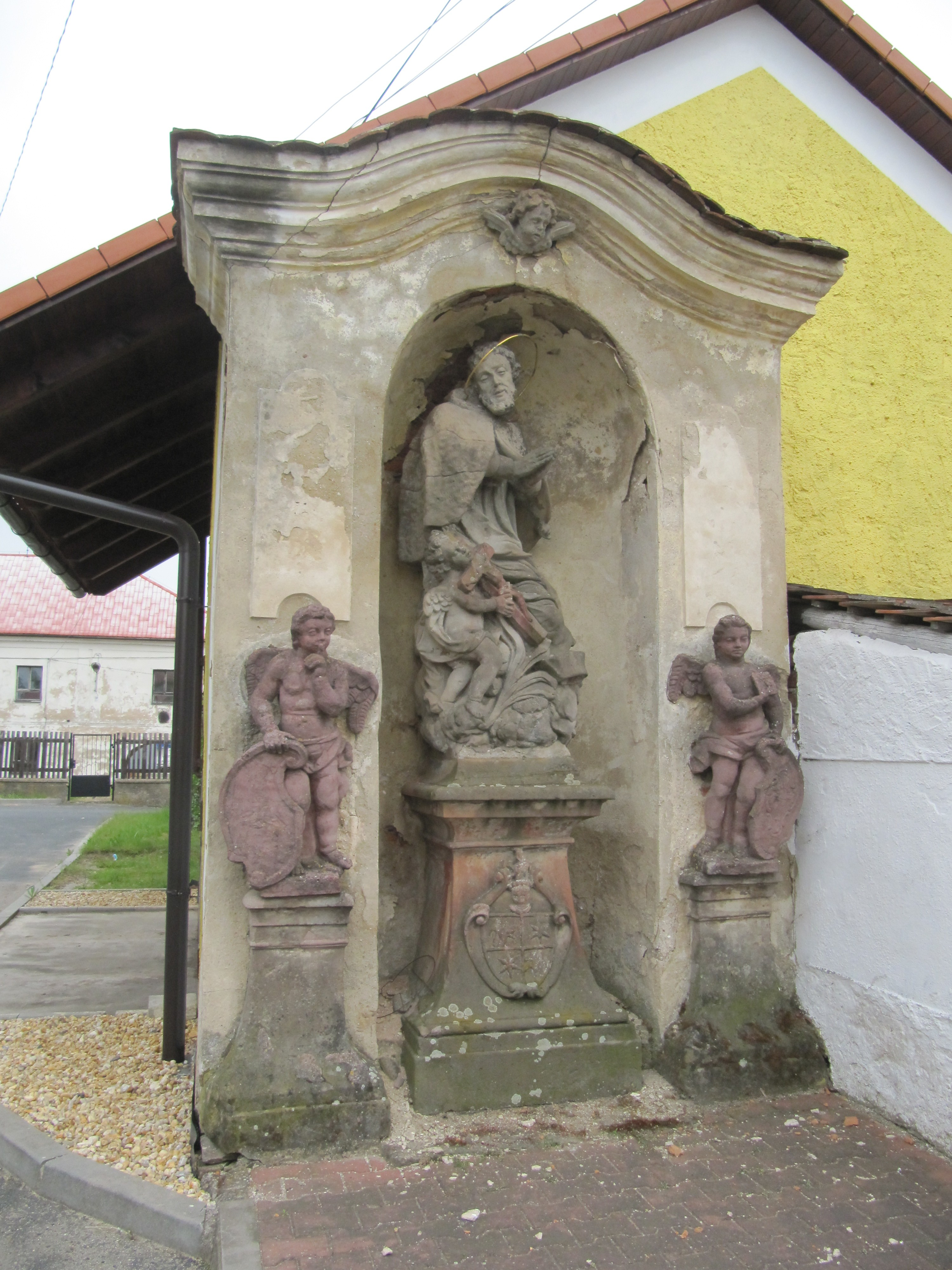
Kaple sv. Jana Nepomuka
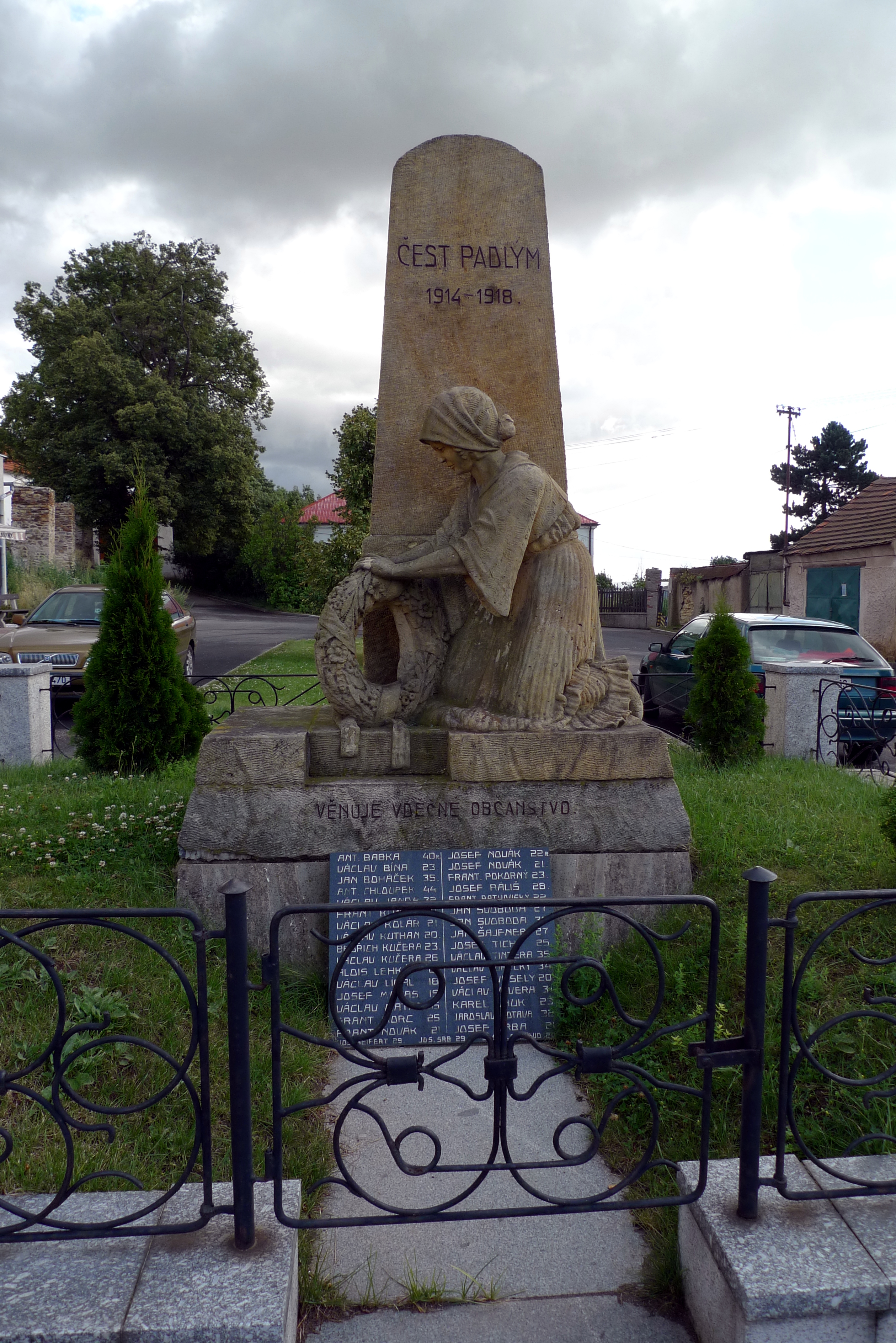
Pomník padlým občanům Třebovle